# Joseph Abboud
Joseph Abboud (Boston, 5 maggio 1950) è uno stilista di abbigliamento maschile statunitense di origine libanese.

## Primi anni di vita ed educazione
Joseph Abboud nacque a Boston, nel Massachusetts, da una famiglia borghese libanese della chiesa maronita cattolica. La famiglia, all’inizio, si stabilì nella zona sud est di Boston e dopo si trasferì a Rosindale. Il padre di Joseph lavorò in una fabbrica di caramelle, mentre sua madre, Lila, fu una sarta. Ebbe un’unica sorella, Nancy Ash, la quale, insieme alla madre, morì di tumore al seno.
Nel 1972, Joseph Abboud si laureò alla Università di Boston-Massachusetts, dopodiché studiò alla Sorbona di Parigi.

## Carriera
Durante gli anni del liceo, lavorò prima per Thom McAn, tingendo scarpe da donna e poi al negozio di Anderson-Little, dove vendeva completi da uomo. Quando era studente universitario, Joseph lavorò part-time da Louis Boston, affermò riguardo a questo periodo: “lavorare da Louis Boston ha rappresentato una parte importante della mia carriera. Grazie a questa esperienza, sono approdato in un mondo pieno di glamour, bei vestiti, esattamente com’è il mondo della moda internazionale. Se mai avessi lavorato lì, tutto il resto non sarebbe successo”. Divenne acquirente del Louis Boston, a soli 23 anni, nel corso di 20 anni, fu acquirente, merchandiser e successivamente coordinatore del reparto promozione e pubblicità dell’azienda.
Nel 1981, Abboud si unì alla casa Ralph Lauren, successivamente diventò direttore creativo della collezione di abbigliamento maschile e lanciò la propria compagnia di moda, nella primavera del 1987. Nel 1988, la JA Apparel creò una collaborazione tra Abboud e il GFT (Gruppo Finanziario Tessile) degli Stati Uniti.
Nel 1991, lavorò con il direttore creativo Peter Speliopoulos. Abboud fu il primo stilista, a vincere il premio CFDA come Miglior Stilista di abbigliamento maschile, per due anni di seguito. Molti dei suoi amici sono clienti famosi, come per esempio il trombettista e compositore americano Wynton Marsalis, l’autore televisivo ed ex conduttore del telegiornale Tom Brokaw e l’ex giocatore di baseball del Boston Red Sox, Nomar Garciaparra.
nel 2000, Joseph Abboud vendette i suoi marchi di moda alla JA Apparel, per una cifra complessiva di 65 milioni di dollari. La compagnia venne poi acquisita, da una società di investimento, la J.W. Childs Associates per 73 milioni di dollari, nel 2004. Joseph Abboud abbandonò la JA Apparel, nel 2005.
Nel 2007, lanciò la sua nuova linea di moda, la Jaz. Inoltre, nel 2008, creò la linea Black-Brown 1826, per il dipartimento di moda Lord & Taylor. L’anno 2008 marcò anche l’inaugurazione dei primi negozi in Cina dello stilista.
Nel 2010, diventò il direttore creativo di HMX, ossia proprietario dei marchi di moda: Hart Schaffner Marx e Hickey Freeman. Nel 2011, HMX fece una offerta di acquisto alla JA Apparel, di circa 90 milioni di dollari. Nel dicembre del 2012, diventò anche il direttore creativo della Man’s Warehouse; mentre la Man’s Warehouse Inc. (ora la Tailored Brands Inc.) assumeva Joseph Abboud come direttore esecutivo, nel 2013, JOE comprò il marchio di Joseph Abboud.
Nel 2013, dopo aver recuperato i diritti legali del suo marchio, Joseph Abboud avviò un e-commerce, aprì un flagship store a Madison Avenue e produsse alcune sfilate di moda, su larga scala.
Nel marzo del 2020, la WHP Global acquistò i marchi, appartenenti al brand di Joseph Abboud, da Tailored Brands. La Taoilored Brands, a sua volta, iniziò un accordo di licenza con la WHP Global per estendere i propri diritti di vendita e di prestito sul marchio Joseph Abboud Apparel, selezionando accessori negli Stati Uniti e Canada.

## Lavori pubblicati
Joseph Abboud ha scritto Threads; My life Behind The Seams in the High-Stakes World of Fashion, nel quale descrive accuratamente l’industria della moda, dalla progettazione, alla vendita dei vestiti, fino alla denominazione dei colori. Inoltre, ha scritto riguardo ad alcune esperienze negative che ha subito, ad esempio la discriminazione razziale dopo l’attacco delle torri gemelle dell’11 settembre, una battaglia legale sui diritti del proprio nome e del marchio e sull’amministrazione di un flagship store fallito, ora sotto il controllo di Donna Karan.

## Vita privata
Joseph Abboud sposò Lynn Weinstein il 6 giugno del 1976, hanno due figlie che vivono a Bedford, New York. Appare frequentemente nel programma radiofonico di Don Imus ed è un ospite regolare nel programma della New York City radio station e WFAN, per commentare le partite della sua squadra del cuore di baseball, la Boston Red Sox, la rivale storica dei New York Yankees. Nel 2002, divenne il primo stilista di moda, a compiere il primo lancio al Boston Fenway Park per una partita della squadra Boston Red Sox.
La madre e la sorella morirono entrambe di tumore al seno, per questo motivo è diventato un’attivista della malattia, tanto da progettare un veicolo unico nella sua specie, il GMC sierra, al fine di raccogliere soldi nell’evento di beneficenza, Concept:Cure. Inoltre, ha partecipato a molti altri eventi di beneficenza, per la ricerca sul tumore al seno. Dal 2001 al 2004, La General Motors (GM) mise in commercio una Regal GS e LS, in edizione limitata, firmate Joseph Abboud.  Joseph Abboud venne premiato come uno dei cinque “Uomini per la Cura”, dalla rivista GQ e dal Concept:Cure della GM, nel corso di una raccolta fondi contro il cancro al seno. Il Concept:Cure raccolse 2.6 milioni di dollari, a favore delle organizzazioni, rivolte alla ricerca contro la malattia. Abboud afferma di avere un personale interesse in questa lotta, poiché sua madre e sua sorella entrambe morirono così.